# Stefan Weber (Schiedsrichter)
Stefan Weber (* 21. September 1963) ist ein deutscher Fußball- und Futsalschiedsrichter.
Zwischen 1998 und 2004 leitete Weber 50 Partien in der 2. Fußball-Bundesliga und war zudem als Linienrichter bei über 140 Partien in der 1. Bundesliga im Einsatz. Weber, der seit 1992 als DFB-Schiedsrichter für den EFC Ruhla 08 pfeift, leitet seit 2004 auch als FIFA-Schiedsrichter Futsalbegegnungen, darunter mehrere Länderspiele und Partien im UEFA-Futsal-Pokal.